# Rinorea boinensis
Rinorea boinensis là một loài thực vật có hoa trong họ Hoa tím. Loài này được H. Perrier miêu tả khoa học đầu tiên năm 1949.